# برتیل ساندستروم
برتیل ساندستروم (انگلیسی: Bertil Sandström; ۲۵ نوامبر ۱۸۸۷ – ۱ دسامبر ۱۹۶۴) فرد نظامی اهل سوئد بود.